# Зеленецьке сільське поселення
Зелене́цьке сільське поселення (рос. Зеленецкое сельское поселение) — муніципальне утворення у складі Сиктивдинського району Республіки Комі, Росія. Адміністративний центр — село Зеленець.

## Населення
Населення — 3437 осіб (2017, 3316 у 2010, 3519 у 2002, 3262 у 1989).

## Склад
До складу поселення входять такі населені пункти:
| Населений пункт    | Населення, осіб (1989) | Населення, осіб (2002) | Населення, осіб (2010) |
| ------------------ | ---------------------- | ---------------------- | ---------------------- |
| Зеленець, село     | 2837                   | 3198                   | 2943                   |
| Койтибож, присілок | 80                     | 65                     | 103                    |
| Парчег, присілок   | 279                    | 213                    | 211                    |
| Чукачой, присілок  | 66                     | 43                     | 59                     |